# Challenger de Banja Luka 2014
El Banja Luka Challenger 2014 fue un torneo de tenis profesional jugado en canchas de tierra batida. Se disputó la 13.ª edición del torneo que formó parte del circuito ATP Challenger Tour 2014. Se llevó a cabo en Banja Luka, Bosnia y Herzegovina entre el 8 y el 14 de septiembre de 2014.

## Campeones

### Individual Masculino
Challenger de Szczecin 2014 (individual masculino
- Viktor Troicki def.  Albert Ramos, 7–5, 4–6, 7–5

### Dobles Masculino
Challenger de Szczecin 2014 (dobles masculino
- Dino Marcan /  Antonio Šančić def.  Jaroslav Pospíšil /  Adrian Sikora, 7–5, 6–4